# Vaskularni endotelni faktor rasta
Vaskularni endotelni faktor rasta (VEGF) je signalni protein. Njega proizvode ćelije koje stimulišu vaskulogenezu i angiogenezu. On je deo sistema koji obnavlja snabdevanje kiseoniom tkiva kad je cirkulacija krvi neadekvatna.
Serumska koncentracija VEGF-a je visoka kod Bronhijalne astme i niska kod dijabetesa. VEGF-ova normalna funkcija je kreiranje novih krvnih sudova tokom embrionskog razvoja, novih krvnih sudova nakon povrede, mišića nakon vežbanja, i novih sudova (kolateralna cirkulacija) za zaobilaženje blokiranih sudova.
Kad je VEGF prekomerno izražen, on može da doprinese bolesti. Čvrsti kanceri ne mogu da rastu izvan ograničene veličine bez adekvatnog pristupa krvi. Kanceri koji izražavaju VEGF imaju sposobnost rasta i metastaze. Prekomerno izražavanje VEGF-a može da uzrokuje vaskularno oboljenje retine oka i drugih delova tela. Lekovi, kao što je bevacizumab, mogu da inhibiraju VEGF i da kontrolišu ili usporavaju razvoj tih bolesti.
VEGF je potfamilija faktora rasta, specifično familije faktora rasta izvedenih iz trombocita. Oni su važni signalni proteini koji učestvuju u vaskulogenezi (de novo formiranju embrionskog krvnog sistema) i angiogenezi (rastu krvnih sudova iz postojeće mreže).

## Literatura
- Bengoetxea H, Argandoña EG, Lafuente JV (2008). „Effects of Visual Experience on Vascular Endothelial Growth Factor Expression during the Postnatal Development of the Rat Visual Cortex”. Cerebral Cortex. 18 (7): 1630—39. PMC 2430152 . PMID 17986606. doi:10.1093/cercor/bhm190.
- Ferrara N, Gerber HP (2002). „The role of vascular endothelial growth factor in angiogenesis”. Acta Haematol. 106 (4): 148—56. PMID 11815711. doi:10.1159/000046610.
- Orpana A, Salven P (2003). „Angiogenic and lymphangiogenic molecules in hematological malignancies”. Leuk. Lymphoma. 43 (2): 219—24. PMID 11999550. doi:10.1080/10428190290005964.
- Afuwape AO, Kiriakidis S, Paleolog EM (2003). „The role of the angiogenic molecule VEGF in the pathogenesis of rheumatoid arthritis”. Histol. Histopathol. 17 (3): 961—72. PMID 12168808.
- de Bont ES; Neefjes VM; Rosati S;  . (2003). „New vessel formation and aberrant VEGF/VEGFR signaling in acute leukemia: does it matter?”. Leuk. Lymphoma. 43 (10): 1901—9. PMID 12481883. doi:10.1080/1042819021000015844.
- Ria R; Roccaro AM; Merchionne F;  . (2003). „Vascular endothelial growth factor and its receptors in multiple myeloma”. Leukemia. 17 (10): 1961—6. PMID 14513045. doi:10.1038/sj.leu.2403076.
- Caldwell RB; Bartoli M; Behzadian MA;  . (2004). „Vascular endothelial growth factor and diabetic retinopathy: pathophysiological mechanisms and treatment perspectives”. Diabetes Metab. Res. Rev. 19 (6): 442—55. PMID 14648803. doi:10.1002/dmrr.415.
- Patan S (2004). „Vasculogenesis and angiogenesis”. Cancer Treat. Res. Cancer Treatment and Research. 117: 3—32. ISBN 978-1-4020-7704-3. PMID 15015550. doi:10.1007/978-1-4419-8871-3_1.
- Machein MR, Plate KH (2004). „Role of VEGF in developmental angiogenesis and in tumor angiogenesis in the brain”. Cancer Treat. Res. Cancer Treatment and Research. 117: 191—218. ISBN 978-1-4020-7704-3. PMID 15015562. doi:10.1007/978-1-4419-8871-3_13.
- Eremina V, Quaggin SE (2004). „The role of VEGF-A in glomerular development and function”. Curr. Opin. Nephrol. Hypertens. 13 (1): 9—15. PMID 15090854. doi:10.1097/00041552-200401000-00002.
- Storkebaum E, Lambrechts D, Carmeliet P (2004). „VEGF: once regarded as a specific angiogenic factor, now implicated in neuroprotection”. BioEssays. 26 (9): 943—54. PMID 15351965. doi:10.1002/bies.20092.
- Ribatti D (2005). „The crucial role of vascular permeability factor/vascular endothelial growth factor in angiogenesis: a historical review”. Br. J. Haematol. 128 (3): 303—9. PMID 15667531. doi:10.1111/j.1365-2141.2004.05291.x.
- Loureiro RM, D'Amore PA (2005). „Transcriptional regulation of vascular endothelial growth factor in cancer”. Cytokine Growth Factor Rev. 16 (1): 77—89. PMID 15733833. doi:10.1016/j.cytogfr.2005.01.005.
- Herbst RS, Onn A, Sandler A (2005). „Angiogenesis and lung cancer: prognostic and therapeutic implications”. J. Clin. Oncol. 23 (14): 3243—56. PMID 15886312. doi:10.1200/JCO.2005.18.853.
- Pufe T; Kurz B; Petersen W;  . (2006). „The influence of biomechanical parameters on the expression of VEGF and endostatin in the bone and joint system”. Ann. Anat. 187 (5–6): 461—72. PMID 16320826. doi:10.1016/j.aanat.2005.06.008.
- Tong JP, Yao YF (2006). „Contribution of VEGF and PEDF to choroidal angiogenesis: a need for balanced expressions”. Clin. Biochem. 39 (3): 267—76. PMID 16409998. doi:10.1016/j.clinbiochem.2005.11.013.
- Lambrechts D, Carmeliet P (2007). „VEGF at the neurovascular interface: therapeutic implications for motor neuron disease”. Biochim. Biophys. Acta. 1762 (11–12): 1109—21. PMID 16784838. doi:10.1016/j.bbadis.2006.04.005.
- Matsumoto T, Mugishima H (2006). „Signal transduction via vascular endothelial growth factor (VEGF) receptors and their roles in atherogenesis”. J. Atheroscler. Thromb. 13 (3): 130—5. PMID 16835467. doi:10.5551/jat.13.130.
- Bogaert E, Van Damme P, Van Den Bosch L, Robberecht W (2006). „Vascular endothelial growth factor in amyotrophic lateral sclerosis and other neurodegenerative diseases”. Muscle Nerve. 34 (4): 391—405. PMID 16856151. doi:10.1002/mus.20609.
- Mercurio AM, Lipscomb EA, Bachelder RE (2006). „Non-angiogenic functions of VEGF in breast cancer”. Journal of Mammary Gland Biology and Neoplasia. 10 (4): 283—90. PMID 16924371. doi:10.1007/s10911-006-9001-9.
- Makinde T, Murphy RF, Agrawal DK (2007). „Immunomodulatory role of vascular endothelial growth factor and angiopoietin-1 in airway remodeling”. Curr. Mol. Med. 6 (8): 831—41. PMID 17168735. doi:10.2174/156652406779010795.
- Rini BI, Rathmell WK (2007). „Biological aspects and binding strategies of vascular endothelial growth factor in renal cell carcinoma”. Clin. Cancer Res. 13 (2 Pt 2): 741s—746s. PMID 17255303. doi:10.1158/1078-0432.CCR-06-2110.
- Rodgers LS, Lalani S, Hardy KM, Xiang X, Broka D, Antin PB, Camenisch TD (2006). „Depolymerized hyaluronan induces vascular endothelial growth factor, a negative regulator of developmental epithelial-to-mesenchymal transformation”. Circ Res. 99 (6): 583—9. PMID 16931798. doi:10.1161/01.RES.0000242561.95978.43.

## Spoljašnje veze
- Vascular+Endothelial+Growth+Factors на 